# Pferdediebstahl

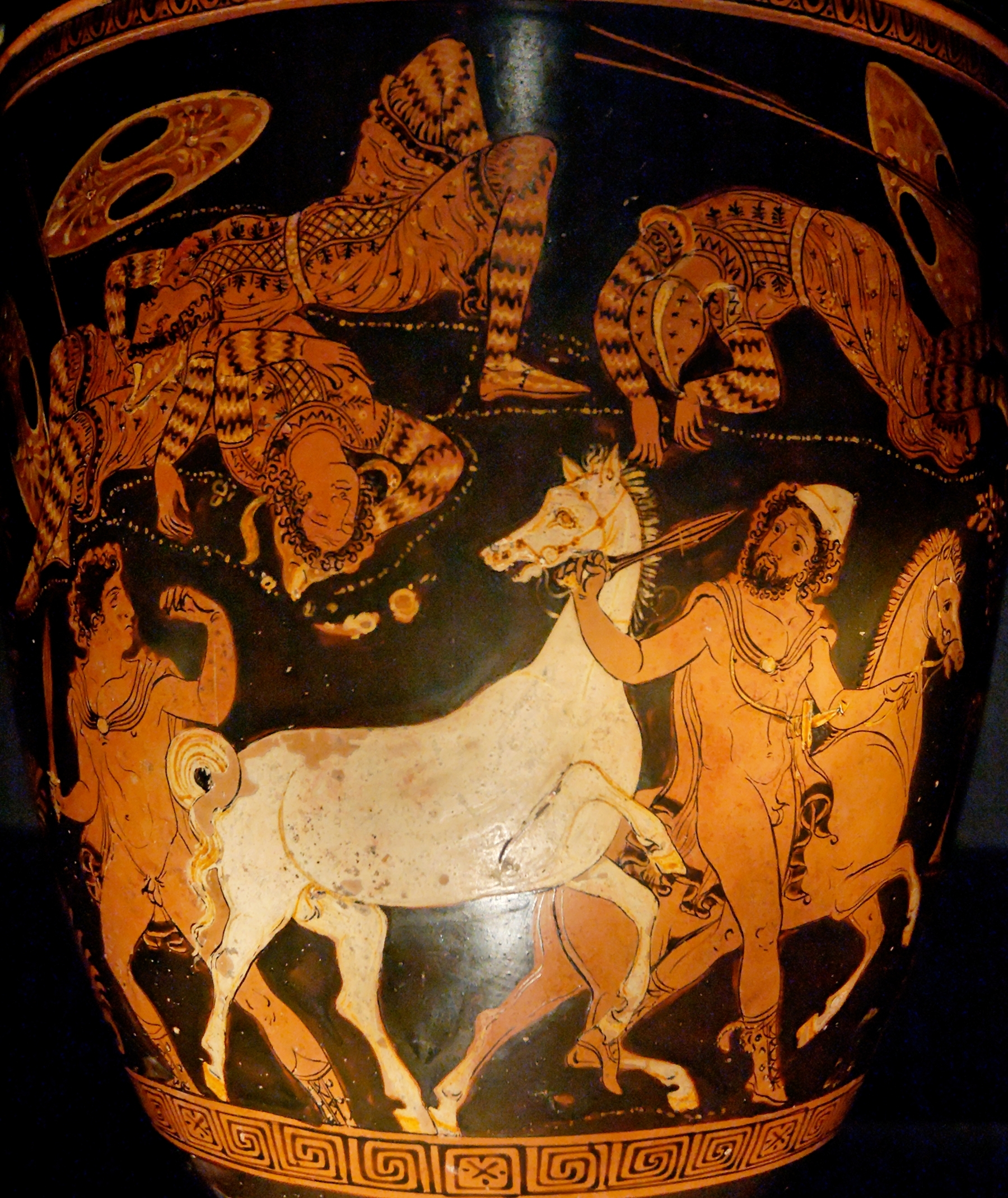
Odysseus stiehlt die Pferde des Rhesos

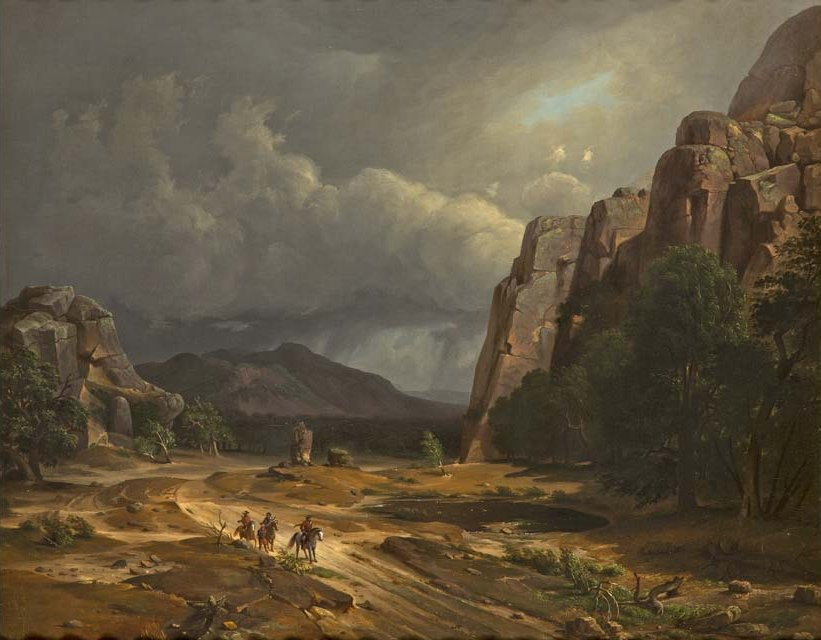
Pferdedieb, George Caleb Bingham, 1852

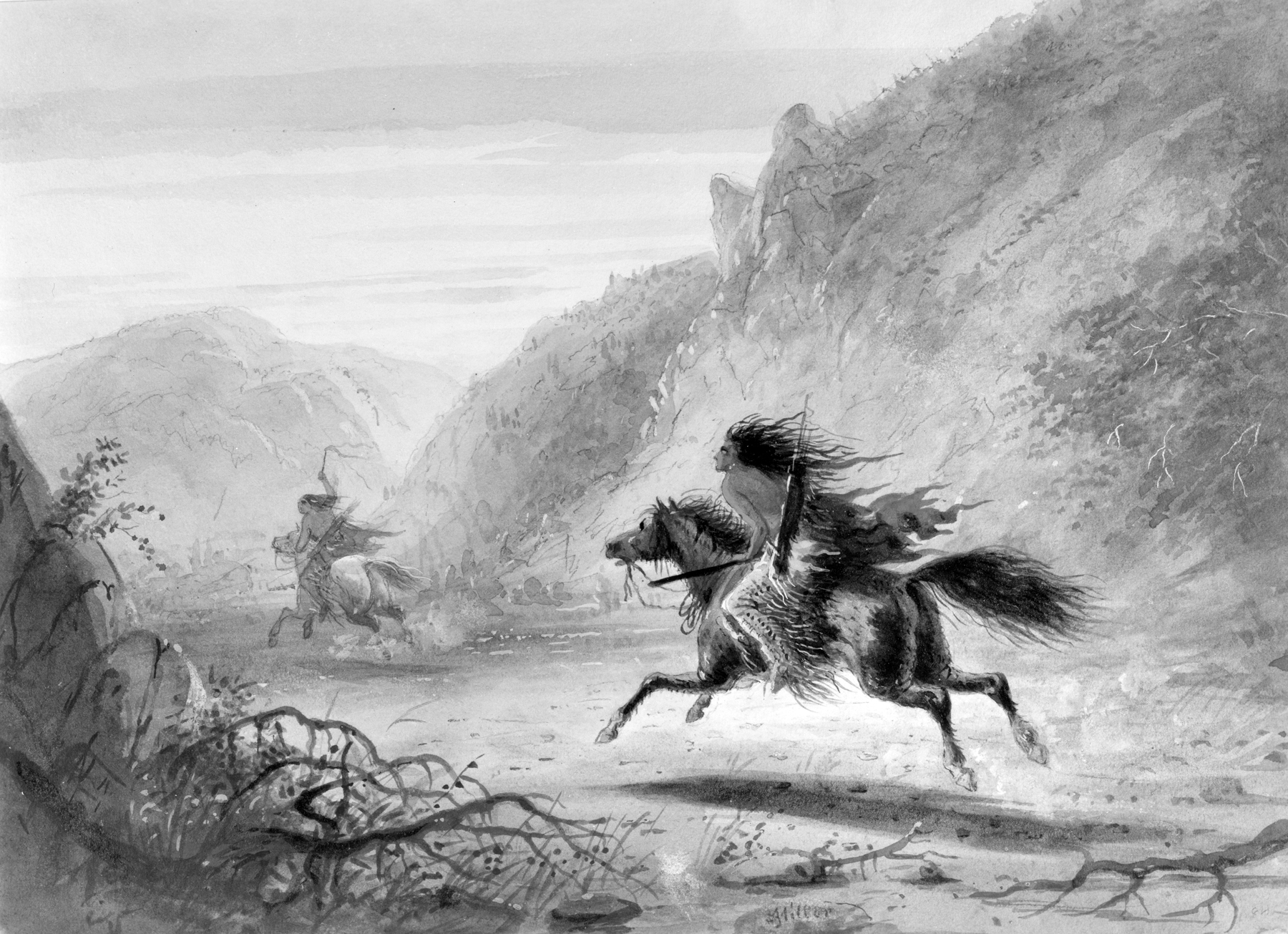
Indianer verfolgen Pferdediebe, Alfred Jacob Miller, um 1859

Pferdediebstahl  bezeichnet das Stehlen von Pferden. Er ist mit Autodiebstahl in der heutigen Zeit vergleichbar und war vor dem Aufkommen von Automobilen auf der ganzen Welt häufig.

## Geschichte

### Europa

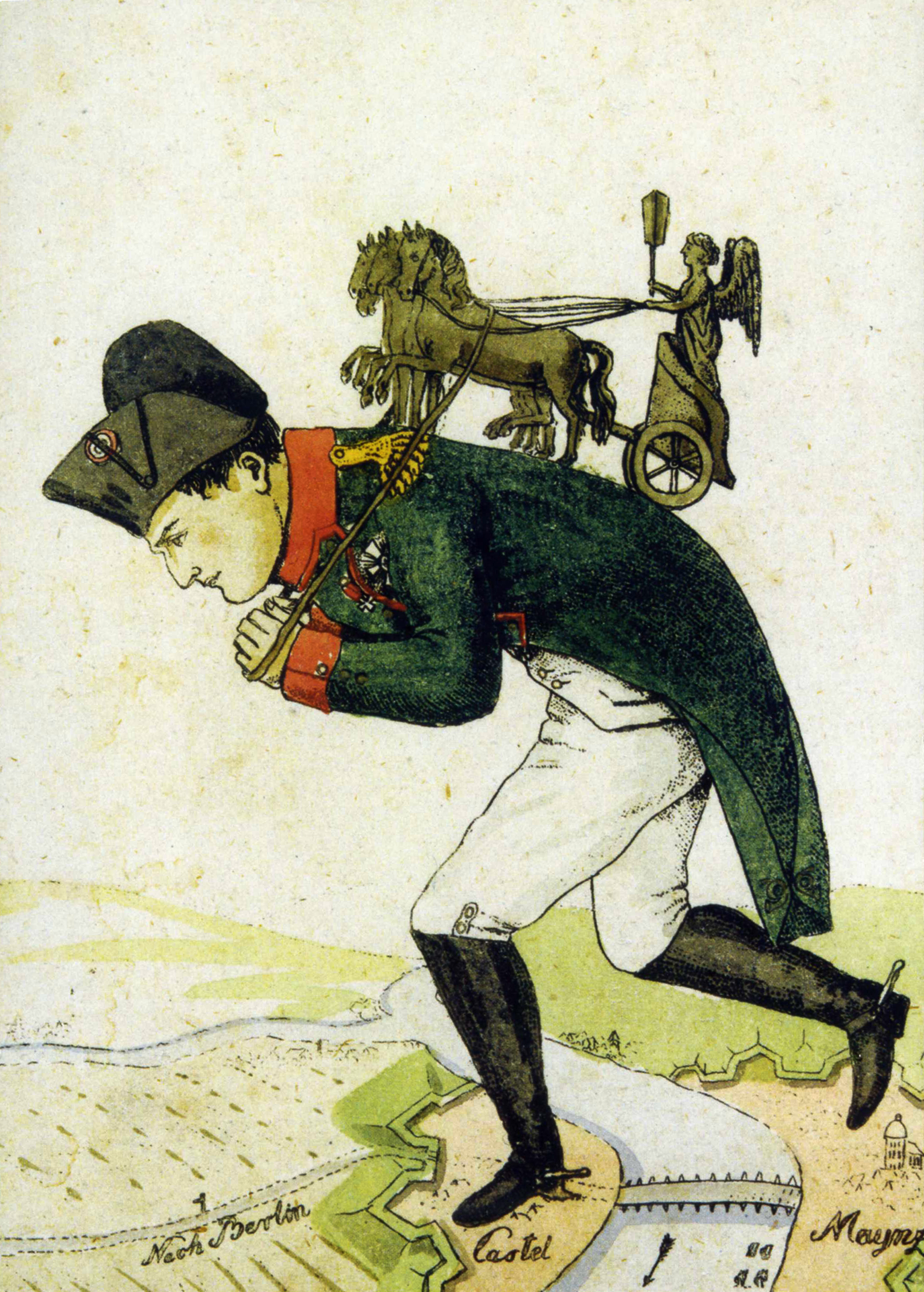
Karikatur von Napoleon als „Pferdedieb“, überschreitet mit der gestohlenen Quadriga den Rhein, 1814

Bereits im antiken Griechenland gab es Pferdediebstahl, so stahl Odysseus dem thrakischen König Rhesos dessen wertvollste Pferde.
Gemäß einer Abhandlung aus dem 18. Jahrhundert geht die Verwendung der Todesstrafe für Pferdediebstahl bis in das erste Jahrhundert zurück, als der germanische Stamm der Chauken Pferdediebstahl mit der Todesstrafe belegte, wohingegen Mord mit einer Geldstrafe geahndet wurde. Das rührte daher, dass der Reichtum des Volkes aus seinem Viehbestand entsprang und der Viehdiebstahl nur durch drakonische Strafen verhindert werden konnte.
Laut dem Edictum Rothari, einer Gesetzessammlung von 643 des Langobardenkönigs Rothari musste man für einen Pferdediebstahl „ahtugild“ (achtfacher Wert) zahlen und das Tier zurückgeben bzw. den neunfachen Wert erstatten.
Pferdediebstahl war auch im Mittelalter und der Frühen Neuzeit verbreitet. Während zahlreiche Verbrechen mit Pranger geahndet wurden, gab es bei Pferdediebstahl oft schwere Strafen wie Brandmarken, Folter, Verbannung oder sogar die Todesstrafe.
Auch in der Gegend von Bordeaux wurde Pferdediebstahl in der Zeit vom  15. bis 18. Jahrhundert mit schweren Strafen belegt, die von Auspeitschen bis zur Galeerenstrafe reichten. Diese wurden sonst auch bei Giftmord oder Totschlag verhängt, was zeigt, wie ernst die Rechtsprechung den Pferdediebstahl nahm.
Im englischen Berkshire wurde im 18. Jahrhundert  Pferdediebstahl wie andere Eigentumsdelikte behandelt.
Im Russland des 19. Jahrhunderts wurde Pferdediebstahl strenger bestraft als andere Diebstähle, weil Pferde im täglichen Leben eine große Rolle spielten. Die Strafe war meist Auspeitschen sowie Kopf und Bart scheren, sowie, falls das Pferd bereits weiterverkauft war, eine Geldstrafe bis zur dreifachen Höhe des Verkaufspreises.

### Vereinigte Staaten

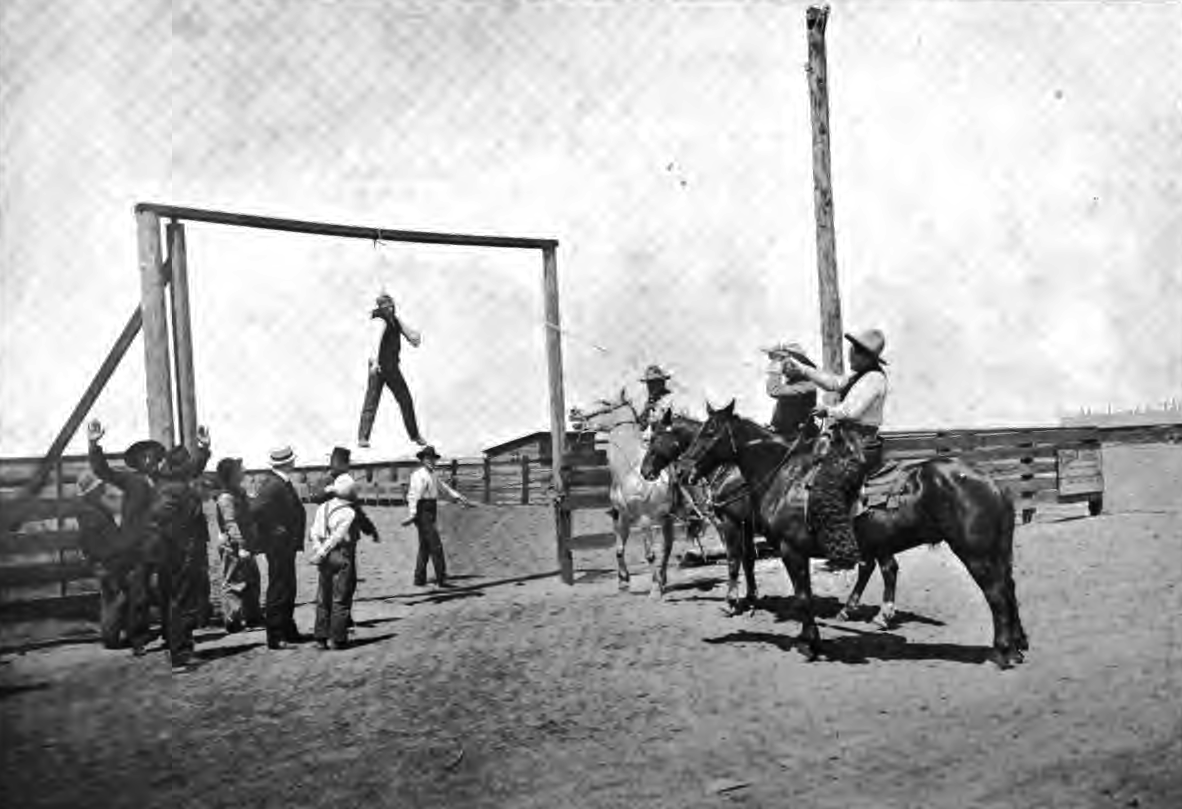
Cowboys in Oregon inszenieren das Hängen eines Pferdediebs, um 1900

In den Vereinigten Staaten des 19. Jahrhunderts waren die Staaten der Großen Ebenen, Texas und andere Staaten im Westen dünn besiedelt und es gab kaum innere Sicherheit. Einerseits machten Farmer das Land der Großen Ebenen urbar, andererseits zogen Siedler weiter nach Westen. So waren die Pferde immer in Gefahr, von der jeweils anderen Bevölkerungsgruppe gestohlen zu werden. Sowohl das Leben der Farmer, als auch das Leben der Siedler hing von ihren Pferden ab. Pferdediebstahl war besonders verpönt und „Pferdedieb“ ein Schimpfwort, das der beschimpften Person jedes moralische Empfinden absprach.
The Society in Dedham for Apprehending Horse Thieves aus Massachusetts wurde 1810 als Bürgerwehr gegen Pferdediebstahl gegründet. Damals gab es in Neuengland über 70 derartige Organisationen. Die meisten haben sich aufgelöst oder zu Gesellschaftsclubs gewandelt.
In Ohio gibt es seit 1853 die Bentonville Anti-Horse Thief Society. Des Pferdediebstahls Verdächtige wurden von Mitgliedern der Organisation verfolgt und oftmals ohne Prozess gehängt. Die Gesellschaft besteht seit über 150 Jahren und hat sich inzwischen zu einem Gesellschaftsclub gewandelt, der einmal im Jahr ein großes Bankett veranstaltet.
1854 wurde die Anti Horse Thief Association im Clark County gegründet, die sich dem Schutz von Eigentum und Viehbestand verschrieb und Unterstützung dabei bot, gestohlenes Eigentum zurückzuerlangen. Ursprünglich agierte die Bürgerwehr im Dreiländereck von Missouri, Illinois und Iowa. 1894 wurde ein Ableger der Organisation in Oklahoma gegründet. Um 1916 hatte die Organisation 40.000 Mitglieder in neun Bundesstaaten des Mittleren Westens.

## Gegenwart
Auch heute ist Pferdediebstahl keine Seltenheit. Pferde werden gestohlen, um beispielsweise an das Fleisch zu gelangen, Lösegeld einzufordern, wegen Streitigkeiten oder zum Weiterverkauf. In der Europäischen Union sind für Pferde ab dem Jahrgang 2009 implantierte Mikrochips vorgeschrieben, die beim Identifizieren verloren gegangener Pferde helfen können.
Stolen Horse International ist eine 1997 in den Vereinigten Staaten gegründete Organisation, die sich darum bemüht, gestohlene Pferde wiederaufzufinden und ihrem Besitzer zurückzugeben. In den Vereinigten Staaten wird Pferdediebstahl teilweise auch heute noch drakonisch bestraft. 2011 wurde in Arkansas eine Frau für den Diebstahl von fünf Pferden und Pferdeausrüstung zu 60 Jahren Gefängnis verurteilt. Eines der Pferde wurde später tot aufgefunden, die anderen konnten zurückgegeben werden.

## Pferdediebstahl in der Kultur
- Pferdediebe (1890) ist eine Erzählung des russischen Schriftstellers Anton Tschechow.
- Pferdediebe (Конокрады, 1903) ist eine Erzählung des russischen Schriftstellers Alexander Kuprin.[21]
- Unter den Pferdedieben Arizonas (1925) ist ein US-amerikanischer Spielfilm von George B. Seitz.
- Der seltsame Pferdedieb (1982) ist ein Kinderbuch von Margot Potthoff.